# Partido Popular de Cataluña
El Partido Popular de Cataluña —en catalán: Partit Popular de Catalunya; antes, Partido Popular Catalán— (PPC) es la delegación del Partido Popular en Cataluña. Fue fundado en enero de 1989 con el nacimiento del Partido Popular, heredero de Alianza Popular. Tiene su sede central en la calle Urgel de Barcelona y está presidido actualmente por Alejandro Fernández. Con anterioridad, el partido estuvo presidido por Jorge Fernández Díaz, Alejo Vidal-Quadras, Alberto Fernández Díaz, Josep Piqué, Daniel Sirera, Alicia Sánchez-Camacho y Xavier García Albiol.
Es actualmente la cuarta fuerza política en el Parlamento de Cataluña. En las Elecciones al Parlamento de Cataluña de 2024 obtuvo 15 escaños, ganando 12 respecto a la pasada legislatura.
En esta comunidad el partido se ha mostrado en contra del Estatuto de autonomía de Cataluña de 2006, haciendo campaña por el "No" en el Referéndum estatutario que se celebró el 18 de junio de 2006.

## Historia e ideología

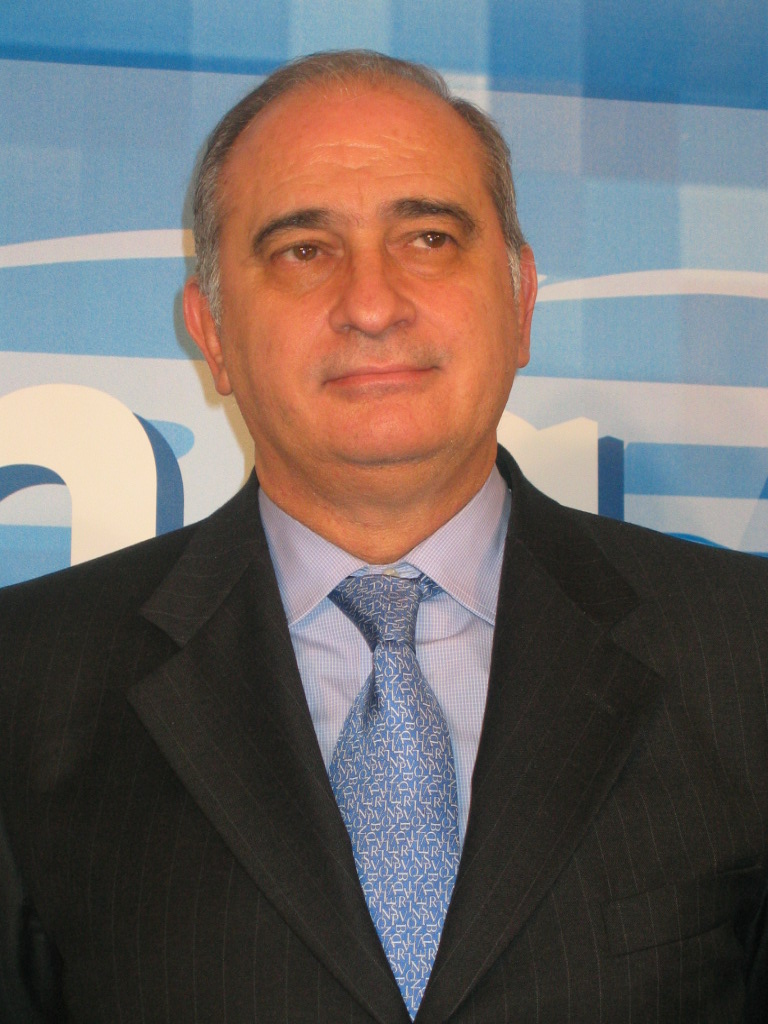
Jorge Fernández Díaz.

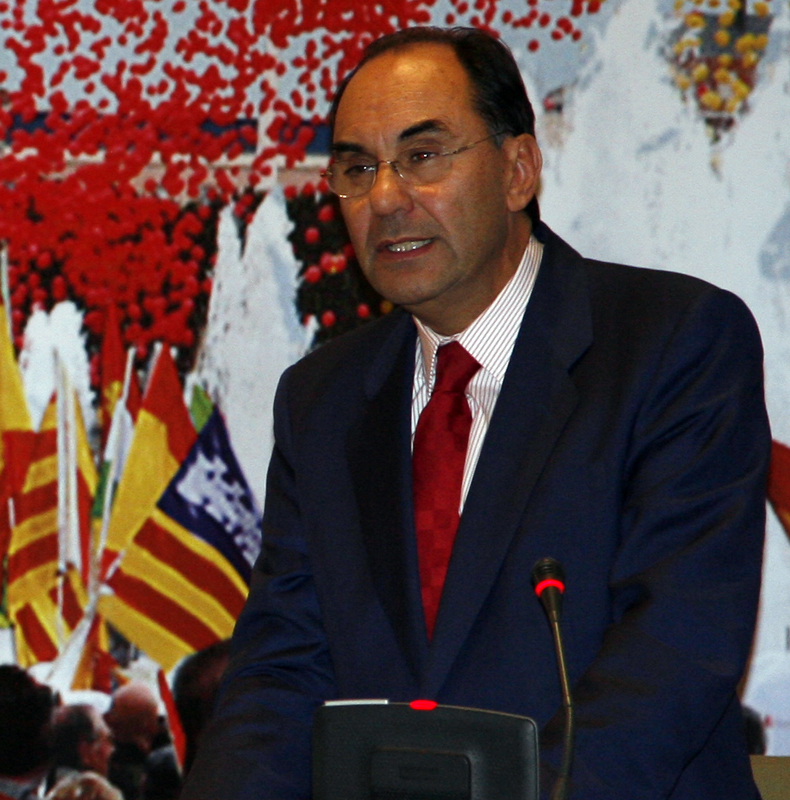
Vidal-Quadras en el año 2008.

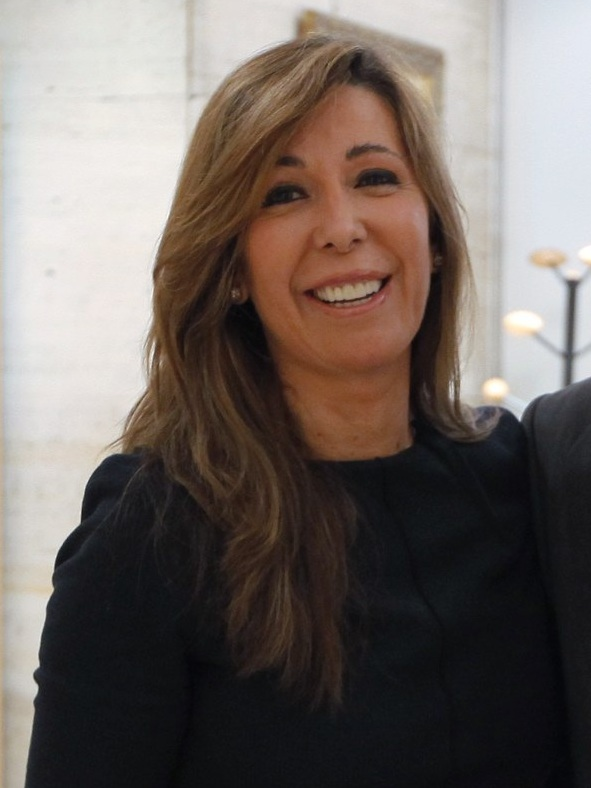
Alicia Sánchez Camacho, primera Presidenta del Partido en Cataluña.

El Partido Popular de Cataluña nace como la refundación de Alianza Popular a nivel nacional en 1989, definiéndose a sí mismo con una ideología de centro-derecha y constitucionalista, siendo el presidente de ambas formaciones Jorge Fernández Díaz (1983-1991).
A finales de la década de 1980 y principios de la de 1990, el Partido Popular catalán atravesó una profunda crisis debido al choque de dos tendencias: una, más decidida a enfrentarse al gobierno de Jordi Pujol liderada por Vidal-Quadras, y otra, más moderada liderada por el propio Jorge Fernández Díaz. Finalmente, en noviembre de 1990, la ejecutiva dirigida por este último fue sustituida por una gestora encabezada por Vidal-Quadras en Barcelona y en enero de 1991 lo mismo ocurrió con la ejecutiva regional, que fue relevada por una gestora dirigida por Josep Curtos, por lo que el ala dura del PP regional se hacía con el control de partido.
Vidal-Quadras encabezó de forma efectiva una oposición a las políticas nacionalistas, y en el periodo en que fue presidente (1991-1996) el partido progresó hasta alcanzar 17 diputados y los mejores resultados de la historia en votos y porcentaje de voto (13,08 %) de la historia del partido en las elecciones autonómicas de 1995 (coincidiendo con el periodo en el que el partido alcanzó mayores cuotas de impopularidad: más del 70 % del electorado afirmaba que nunca les votaría). Sin embargo, tras las elecciones generales del año 1996 en que el Partido Popular obtuvo una mayoría simple, una de las condiciones de Jordi Pujol para apoyar al PP en el Congreso de los Diputados fue que Vidal-Quadras dejara de dirigir el PP en Cataluña, condiciones que se acordaron en el conocido como Pacto del Majestic, y que incluía asimismo el desarrollo de la financiación autonómica ya iniciada en la etapa socialista, la supresión del servicio militar obligatorio y el traspaso de competencias). Este pacto tenía también su contrapartida regional puesto que tras las elecciones de 1995 CiU no tenía mayoría absoluta y supuso el apoyo del PP de Cataluña en el Parlament. Así, Vidal-Quadras fue apartado de la presidencia del Partido Popular de Cataluña, presentando su dimisión como Presidente de este.
Tras la destitución de Vidal-Quadras se eligió a Alberto Fernández Díaz (hermano del primer Presidente el PPC) para que suavizara la línea del partido en Cataluña con objeto de facilitar el mantenimiento del pacto de gobernabilidad. El desplome en las siguientes regionales de 1999 fue importante perdiendo 120 000 votos y cinco escaños en el Parlament. Sin embargo, en las elecciones generales del año 2000 el PPC obtuvo el máximo resultado de su historia en votos, porcentaje de voto y escaños. Desde ese año, el presidente del Gobierno José María Aznar proclamó a Josep Piqué como el líder de un «nuevo proyecto de centro catalanista» capaz de disputar el poder a CiU. Sin embargo Alberto Fernández siguió siendo el líder oficial hasta el año 2003, en que finalmente se consumaba la sustitución. 
A pesar de las grandes expectativas creadas, el proyecto de Piqué cosechó unos resultados inferiores en las elecciones regionales (volviendo a caer como cuarta fuerza en el Parlament) y generales. Finalmente, en julio de 2007 presentó su dimisión irrevocable después de hacerse pública la decisión del secretario general nacional del partido, Ángel Acebes, de no contar con los hombres de confianza de Piqué como responsables del comité de campaña del PP catalán para las elecciones generales.
Fue relevado durante un año por Daniel Sirera, siendo elegida en el año 2008 la primera Presidenta: Alicia Sánchez-Camacho. Con su dirección el PPC volvió a retomar el pulso recuperando la tercera posición y alcanzando los 18 diputados en las elecciones parlamentarias de 2010 (aunque sin superar el porcentaje y número de votos del año 1995) y apoyando al gobierno en minoría de CiU presidido por Artur Mas. El PPC ha tomado además una senda catalanista en el que apoyan el "autonomismo diferencial". (Este apoyo, a pesar de la nueva línea política aprobada en el XVI Congreso nacional del PP en 2008 en Valencia respecto de los pactos con partidos nacionalistas.

### Elecciones municipales de 2011
La línea de crecimiento del partido quedó ratificada en las elecciones municipales del 22 de mayo de 2011, en las que obtuvo los mejores resultados de su historia en Cataluña y se convirtió en la tercera fuerza de los ayuntamientos catalanes –en porcentaje de votos– con 363 555 votos (12,67 %) y 473 concejales, frente a los 283 195 (9,87 %) y 284 concejales que había obtenido en 2007. Con estos resultados el Partido Popular catalán logró hacerse con diez alcaldías, destacando la de Castelldefels –con 63 000 habitantes– y la de Badalona, tercera ciudad más poblada de Cataluña. Con la victoria de Xavier García Albiol en Badalona los populares catalanes lograron por primera vez en su historia la alcaldía de una gran ciudad catalana. Además, gracias a distintos pactos, el PPC consiguió entrar en el equipo de gobierno de medio centenar de municipios, destacando capitales de comarca como Viella y Medio Arán y Reus.
Gracias a los resultados en las municipales el Partido Popular Catalán logró entrar también, por primera vez en su historia, en el gobierno de la Diputación de Barcelona. Los populares, con seis diputados en el ente provincial, llegaron a un acuerdo con Convergència i Unió –que le cedió dos vicepresidencias– para gobernar conjuntamente, poniendo fin a 32 años de hegemonía del PSC.

### Elecciones generales de 2011
En las Elecciones generales de España de 2011 el Partido Popular arrancó la campaña por primera vez en Cataluña con un acto de Mariano Rajoy en Castelldefels. Los populares, que fueron la tercera fuerza en las cuatro circunscripciones catalanas –por detrás de CiU y PSC-PSOE– obtuvieron 715 802 votos y once diputados, el segundo mejor resultado de su historia tras el año 2000. Jorge Fernández Díaz, su cabeza de lista por Barcelona, fue posteriormente nombrado Ministro del Interior por Mariano Rajoy.

### Elecciones al Parlamento de Cataluña de 2012
De cara a las elecciones anticipadas al Parlamento de Cataluña de 2012 el partido presentas listas continuistas, repitiendo los cuatro cabezas de lista de 2010 (Alicia Sánchez-Camacho por Barcelona, Enric Millo por Gerona, Dolors López por Lérida y Rafael Luna por Tarragona) siendo la novedad más destacada la entrada de Manuel Reyes, alcalde de Castelldefels, como número 2 por Barcelona.

## Junta directiva
- Presidente: Alejandro Fernández
- Secretario general: Santi Rodríguez
- Portavoz: Lorena Roldán

## Presidentes del PPC
- Jorge Fernández Díaz (1983-1991)
- Alejo Vidal-Quadras (1991-1996)
- Alberto Fernández Díaz (1996-2003)
- Josep Piqué (2003-2007)
- Daniel Sirera (2007-2008)
- Alicia Sánchez-Camacho (2008-2017)
- Xavier García Albiol (2017-2018)
- Alejandro Fernández (2018-)

## Electos

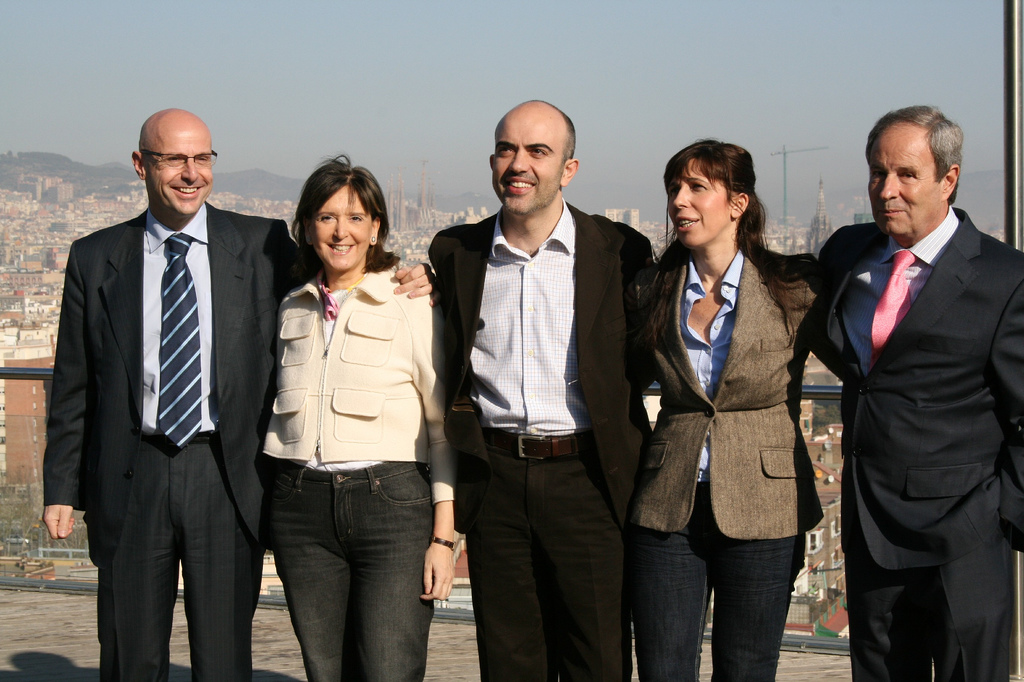
Cabezas de lista del PP en Cataluña para las elecciones generales de 2008.

Diputados en el Parlamento de Cataluña
Alejandro Fernández Álvarez, Lorena Roldán Suárez, Eva Parera i Escrichs. 
Diputados en el Congreso
Cristina Agüera Gago, María de los Llanos de Luna, Pedro Luis Huguet Tous, Santiago Serra Rodríguez, Agustín Parra Gallego y Nacho Martín Blanco

## Resultados electorales
Desde 1995, el PP se ha estabilizado relativamente en Cataluña constituyendo la 3.ª o 4.ª fuerza en el Parlamento de Cataluña, con porcentajes de voto levemente superiores al 10 % de media. En cuanto a los resultados en elecciones generales, el porcentaje de voto sube hasta encontrarse entre la horquilla 15-22 % de media, es decir llegando a doblar su resultados autonómicos. El voto en las elecciones europeas también se sitúa en el 17-18 %. Esta diferencia en el voto del electorado en función de las elecciones se conoce con el nombre de "voto dual".

### Elecciones al Parlamento de Cataluña
| Año  | Elecciones                                   | Candidato                   | Partido         | Votos   | %     | Escaños | Posición |
| ---- | -------------------------------------------- | --------------------------- | --------------- | ------- | ----- | ------- | -------- |
| 1984 | Elecciones al Parlamento de Cataluña de 1984 | Eduard Bueno                | AP-PDP-UL       | 221.601 | 7,70  | 11/135  | 3        |
| 1988 | Elecciones al Parlamento de Cataluña de 1988 | Jorge Fernández Díaz        | Alianza Popular | 143.241 | 5,31  | 6/135   | 4        |
| 1992 | Elecciones al Parlamento de Cataluña de 1992 | Aleix Vidal-Quadras         | Partido Popular | 157.772 | 5,97  | 7/135   | 5        |
| 1995 | Elecciones al Parlamento de Cataluña de 1995 | Aleix Vidal-Quadras         | Partido Popular | 421.752 | 13,08 | 17/135  | 3        |
| 1999 | Elecciones al Parlamento de Cataluña de 1999 | Alberto Fernández Díaz      | Partido Popular | 297.265 | 9,51  | 12/135  | 3        |
| 2003 | Elecciones al Parlamento de Cataluña de 2003 | Josep Piqué                 | Partido Popular | 393.499 | 11,90 | 15/135  | 4        |
| 2006 | Elecciones al Parlamento de Cataluña de 2006 | Josep Piqué                 | Partido Popular | 313.479 | 10,64 | 14/135  | 4        |
| 2010 | Elecciones al Parlamento de Cataluña de 2010 | Alicia Sánchez-Camacho      | Partido Popular | 384.019 | 12,33 | 18/135  | 3        |
| 2012 | Elecciones al Parlamento de Cataluña de 2012 | Alicia Sánchez-Camacho      | Partido Popular | 471.197 | 12,99 | 19/135  | 4        |
| 2015 | Elecciones al Parlamento de Cataluña de 2015 | Xavier García Albiol        | Partido Popular | 348.444 | 8,50  | 11/135  | 5        |
| 2017 | Elecciones al Parlamento de Cataluña de 2017 | Xavier García Albiol        | Partido Popular | 185.670 | 4,23  | 4/135   | 7        |
| 2021 | Elecciones al Parlamento de Cataluña de 2021 | Alejandro Fernández Álvarez | Partido Popular | 109 067 | 3,85  | 3/135   | 8        |
| 2024 | Elecciones al Parlamento de Cataluña de 2024 | Alejandro Fernández Álvarez | Partido Popular | 347 170 | 11,0  | 15/135  | 4        |

#### Resultado del PPC en las elecciones regionales en porcentaje de voto

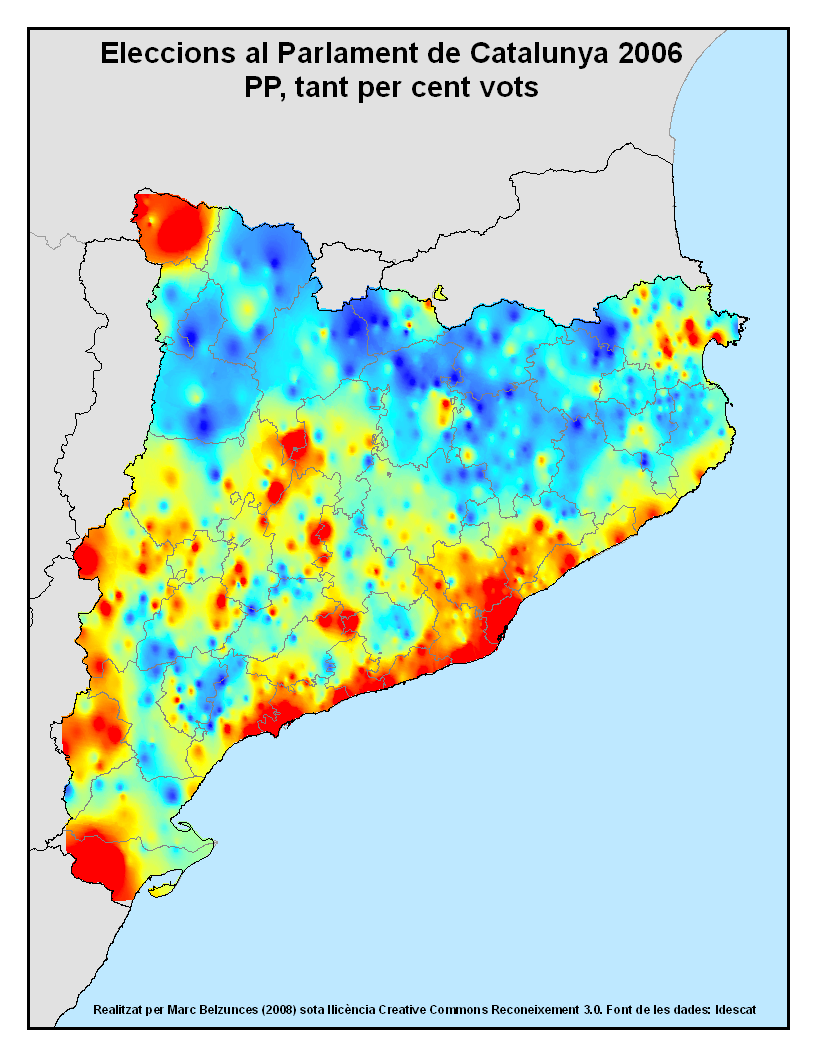
Elecciones regionales de 2006
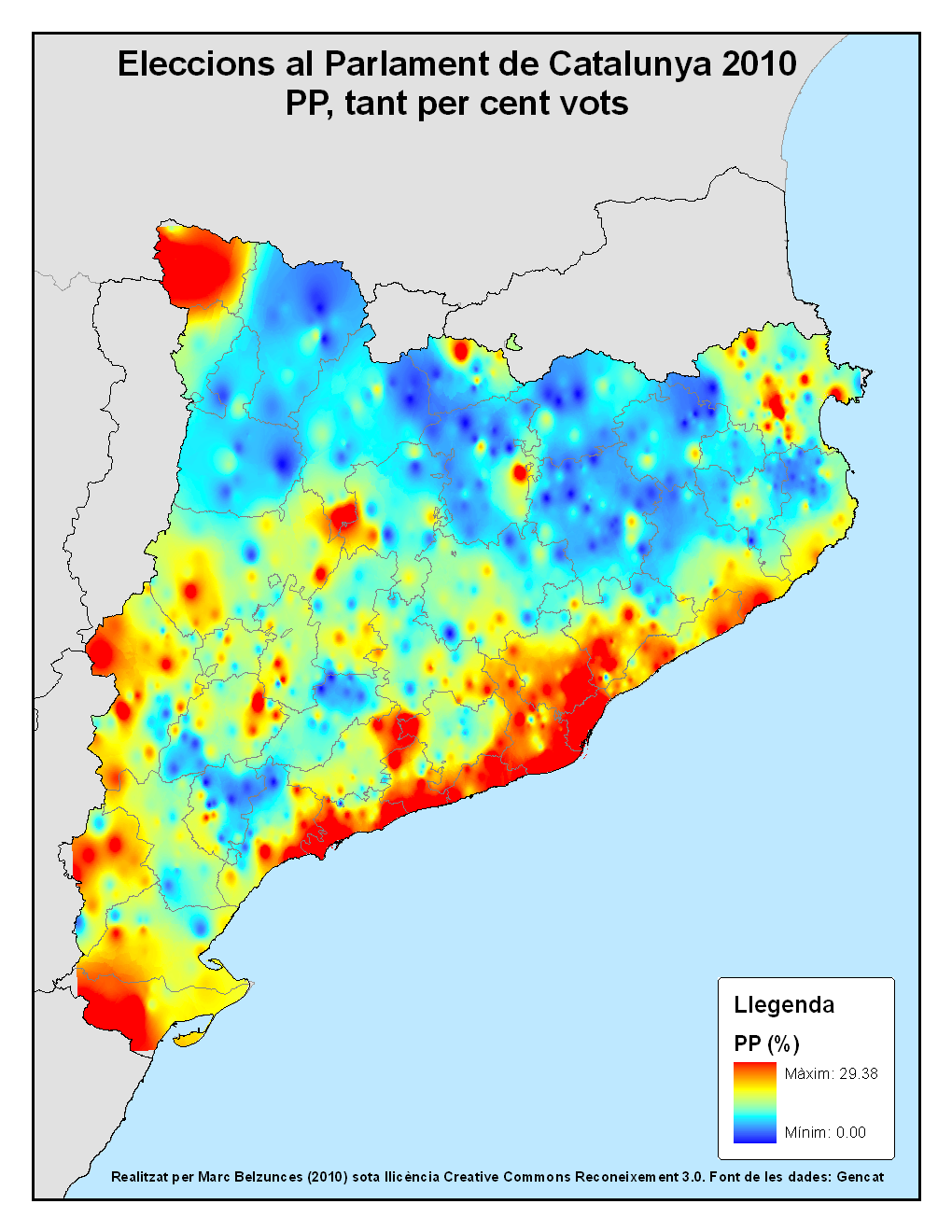
Elecciones regionales de 2010
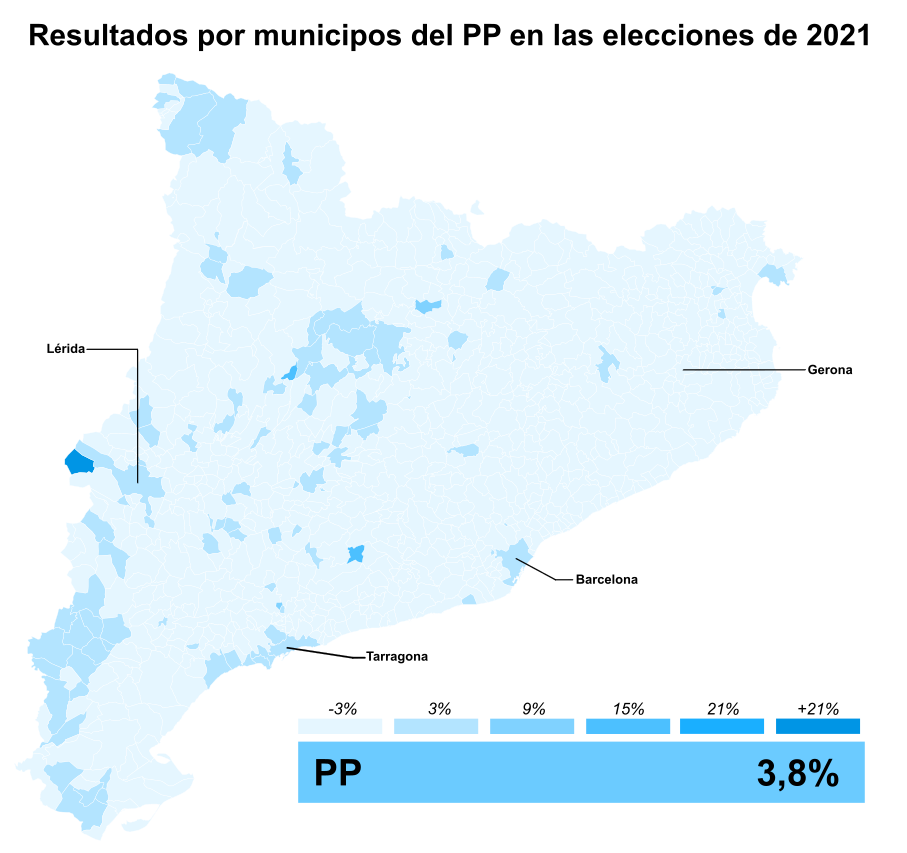
Elecciones regionales de 2021

### Elecciones generales de España
| Año  | Elecciones                                          | Votos   | %     | Escaños |
| ---- | --------------------------------------------------- | ------- | ----- | ------- |
| 1977 | Elecciones generales de España de 1977              | 108.333 | 3,55  | 1       |
| 1979 | Elecciones generales de España de 1979              | 107.629 | 3,65  | 1       |
| 1982 | Elecciones generales de España de 1982              | 504.075 | 14,66 | 8       |
| 1986 | Elecciones generales de España de 1986              | 361.316 | 11,40 | 6       |
| 1989 | Elecciones generales de España de 1989              | 336.015 | 10,64 | 4       |
| 1993 | Elecciones generales de España de 1993              | 624.493 | 17,04 | 8       |
| 1996 | Elecciones generales de España de 1996              | 698.400 | 17,96 | 8       |
| 2000 | Elecciones generales de España de 2000              | 763.982 | 22,79 | 12      |
| 2004 | Elecciones generales de España de 2004              | 620.348 | 15,53 | 6       |
| 2008 | Elecciones generales de España de 2008              | 604.964 | 16,39 | 8       |
| 2011 | Elecciones generales de España de 2011              | 715.802 | 20,71 | 11      |
| 2015 | Elecciones generales de España de 2015              | 417.286 | 11,12 | 5       |
| 2016 | Elecciones generales de España de 2016              | 462.637 | 13,36 | 6       |
| 2019 | Elecciones generales de España de abril de 2019     | 200.209 | 4,88  | 1       |
| 2019 | Elecciones generales de España de noviembre de 2019 | 286.302 | 7,43  | 2       |
| 2023 | Elecciones generales de España de 2023              | 473.620 | 13,37 | 6       |

### Elecciones municipales en Cataluña
| Año  | Elecciones                     | Votos   | Concejales |
| ---- | ------------------------------ | ------- | ---------- |
| 1991 | Elecciones municipales de 1991 | 184.128 | 256        |
| 1995 | Elecciones municipales de 1995 | 395.712 | 453        |
| 1999 | Elecciones municipales de 1999 | 318.871 | 447        |
| 2003 | Elecciones municipales de 2003 | 360.553 | 350        |
| 2007 | Elecciones municipales de 2007 | 283.195 | 284        |
| 2011 | Elecciones municipales de 2011 | 362.647 | 473        |
| 2015 | Elecciones municipales de 2015 | 234.847 | 214        |
| 2019 | Elecciones municipales de 2019 | 108.269 | 67         |
| 2023 | Elecciones municipales de 2023 | 247.113 | 196        |

## Posición del PPC ante los referéndums
- 2005: Referéndum sobre el Tratado de la Constitución Europea. Pide el "Sí".
- 2006: Referéndum sobre la reforma del Estatuto de Autonomía de Cataluña. Pide el "No".